# مضاد انحلال الفبرين
مضادات انحلال الفايبرن (بالإنجليزية: antifibrinolytic)‏، مثل حمض أمينوكابرويك {ε-aminocaproic acid} ،وحمض الترانكساميك، تستخدم هذه الأدوية كمثبطات لانحلال الفايبرن  ، هذه الأدوية الشبيهة باللايسين{lysin} تتعارض وتمنع تكون البلازمين(الانزيم المساعد على الانحلال) من البلازمينوجين عن طريق منشطات البلازمينوجين (t-PA,u-PA)الموجودة في الاماكن الغنية باللايسين على سطح الفايبرن. هذه الادوية تغلق مواقع الارتباط الموجودة على البلازمينوجين بالتالي تمنع تكون البلازمين.
وهي تستخدم في غزارة الطمث والنزيف الذي يحدث لاسباب مختلفة، قد يكون تطبيقها مفيد أيضا في المرضى الذين يعانون من فرط انحلال الفايبرن؛ لأنها توقف النزيف بسرعة إذا كانت المكونات الأخرى لنظام الهيموستاتيك غير متأثرة بشدة. وهذا قد يساعد على تجنب استخدام منتجات الدم مثل البلازما الطازجة المجمدة مع المخاطر المرتبطة بها من العدوى أو ردود فعل الحساسية .
في عام2010 ، أظهرت تجربة كراش -2 أن حمض الترانيكساميك المضاد لانحلال الفايبرين يقلل بأمان من وفيات مرضى نزيف الصدمة.
وتم التخلي عن أبروتينين المضاد لانحلال الفايبرين بعد تحديد الآثار الجانبية الرئيسية له، وخاصة على الكلى.
دواعي استخدام العقاقير المضادة لانحلال الفيبرين يتم تحديدها بطرق مختلفة، أكثرها سرعة واكثرها مناسبة هي طريقة (ثرومبولاستوميتري) في الدم كله، وهو ممكن حتى في المرضى الذين يتناولون الهيبارين . مع مقايسات مختلفة، يصبح انحلال الفيبرين مرئيا في منحنى (تيموغرام) ومن القيم المحسوبة، على سبيل المثال: أقصى معامل تحلل. وهناك اختبار خاص لتحديد زيادة انحلال الفايبرين يقارن الثرومبولاستوميتري في غياب أو وجود مانع انحلال الفيبرين (أبروتينين). وفي الحالات الشديدة من انحلال الفيبرين المنشط هذا الفحص يؤكد وجود المتلازمة بالفعل في أقل من 15 دقيقة خلال المراحل المبكرة من تكوين جلطة.